# Carlos Babington
Carlos Babington (Buenos Aires, 20 de septiembre de 1949) es un exjugador, entrenador y dirigente deportivo de fútbol argentino. Fue además presidente del Club Atlético Huracán desde 2006 hasta julio de 2011.
Comenzó su carrera como futbolista en Huracán, único club de la Argentina en el que jugaría. Dotado de una gran técnica y creatividad, ocupaba el puesto de mediocampista ofensivo. En 1973 integró el plantel campeón del torneo metropolitano. 
En su faceta de director técnico estuvo a cargo de los planteles del Club Platense, Club Atlético Banfield, Racing Club, River Plate, León Fútbol Club (México), Chacarita Juniors y Huracán. Con este último consiguió dos veces los títulos del Nacional B (89/90 y 99/00), logrando así el retorno a la Primera División del fútbol argentino; en contrapartida, descendió en 1999 y dejó el equipo al borde de otro descenso durante el Clausura 2003 renunciando a mitad de torneo.
A mediados de 2006 es electo presidente de Huracán, que por ese entonces militaba en la B Nacional. Un año más tarde, bajo su presidencia, el club logró un nuevo ascenso a la Primera División, permaneciendo hasta la temporada 2010-2011 en la máxima categoría del fútbol argentino. Su gestión se caracterizó por traer jugadores únicamente en calidad de préstamo, debido al estado de la economía del club . A la fecha el club continúa en convocatoria de acreedores e intervenidos sus ingresos judicialmente, y a marzo de 2009 la deuda salarial con el plantel generó situaciones como la de César Montiglio, quien abandonó las prácticas por falta de pago, estando en su derecho, mientras que no era tenido en cuenta por el DT en tanto el resto del plantel siguió a las órdenes.
Ocupó el cargo de Relaciones Internacionales en la Asociación del Fútbol Argentino.
Durante su paso por el Junior de Barranquilla lo apodaron en Barranquilla "El Lord del Fútbol" y en este equipo se retiró.

## Selección nacional
En la selección de fútbol de Argentina jugó 13 partidos, cinco de ellos en la Copa Mundial de 1974.

### Participaciones en Copas del Mundo
| Mundial                        | Sede     | Resultado     | Partidos | Goles |
| ------------------------------ | -------- | ------------- | -------- | ----- |
| Copa Mundial de Fútbol de 1974 | Alemania | Segunda ronda | 5        | 1     |

## Clubes

### Como jugador
| Equipo             | País           | división | Temporadas | Partidos | Goles | Promedio |
| ------------------ | -------------- | -------- | ---------- | -------- | ----- | -------- |
| C. A. Huracán      | Argentina      | 1°       | 1969-1974  | 190      | 84    | 0.43     |
| SG Wattenscheid 09 | Alemania       | 2°       | 1974-1978  | 120      | 56    | 0.38     |
| C. A. Huracán      | Argentina      | 1°       | 1978-1982  | 115      | 52    | 0.39     |
| Tampa Bay Rowdies  | Estados Unidos | 1°       | 1982       | 12       | 10    | 0.33     |
| Junior             | Colombia       | 1°       | 1983       | 34       | 26    | 0.5      |
| Total              | Total          | Total    | Total      | 471      | 228   | 0.3      |

### Como entrenador
| Club              | País      | Año       |
| ----------------- | --------- | --------- |
| Platense          | Argentina | 1986-1987 |
| Huracán           | Argentina | 1988-1991 |
| Banfield          | Argentina | 1992-1993 |
| Racing Club       | Argentina | 1993      |
| River Plate       | Argentina | 1995      |
| Huracán           | Argentina | 1997      |
| Racing Club       | Argentina | 1997-1998 |
| Huracán           | Argentina | 1999-2001 |
| Club León         | México    | 2001-2002 |
| Huracán           | Argentina | 2002-2003 |
| Chacarita Juniors | Argentina | 2003      |

### Estadísticas como entrenador
| Equipo                | Div.             | Torneo                      | Estadísticas | Estadísticas | Estadísticas | Estadísticas | Estadísticas | Estadísticas | Estadísticas | Estadísticas |
| Equipo                | Div.             | Torneo                      | PJ           | G            | E            | P            | GF           | GC           | DG           | Efectividad  |
| --------------------- | ---------------- | --------------------------- | ------------ | ------------ | ------------ | ------------ | ------------ | ------------ | ------------ | ------------ |
| Huracán Argentina     | 2ª               | Nacional B 1988-89          | 25           | 11           | 9            | 5            | 39           | 23           | +16          | 62%          |
| Huracán Argentina     | 2ª               | Nacional B 1989-90          | 42           | 24           | 12           | 6            | 70           | 32           | +38          | 71,43%       |
| Huracán Argentina     | 1.ª              | Primera División 1990-91    | 38           | 12           | 16           | 10           | 36           | 35           | +1           | 50,63%       |
| Huracán Argentina     | 1.ª              | Apertura 1991               | 12           | 2            | 6            | 4            | 9            | 16           | -7           | 41,67%       |
| Total                 | Total            | Total                       | 117          | 49           | 43           | 25           | 154          | 106          | +48          | 60,26%       |
| Banfield Argentina    | 2ª               | Nacional B 1992-93          | 42           | 23           | 10           | 9            | 77           | 40           | +37          | 66,67%       |
| Total                 | Total            | Total                       | 42           | 23           | 10           | 9            | 77           | 40           | +37          | 66,67%       |
| Racing Argentina      | 1.ª              | Apertura 1993               | 19           | 8            | 7            | 4            | 23           | 20           | +3           | 60,53%       |
| Racing Argentina      | 1.ª              | Supercopa Sudamericana 1993 | 2            | 0            | 1            | 1            | 2            | 4            | -2           | 25%          |
| Total                 | Total            | Total                       | 21           | 8            | 8            | 5            | 25           | 24           | +1           | 57,14%       |
| River Plate Argentina | 1.ª              | Clausura 1995               | 19           | 7            | 4            | 8            | 29           | 30           | -1           | 47,37%       |
| Total                 | Total            | Total                       | 19           | 7            | 4            | 8            | 29           | 30           | -1           | 47,37%       |
| Huracán Argentina     | 1.ª              | Clausura 1997               | 14           | 5            | 5            | 4            | 17           | 20           | -3           | 47,62%       |
| Huracán Argentina     | 1.ª              | Apertura 1997               | 2            | 0            | 0            | 2            | 2            | 5            | -3           | 0%           |
| Total                 | Total            | Total                       | 16           | 5            | 5            | 6            | 19           | 25           | -6           | 41,67%       |
| Racing Argentina      | 1.ª              | Apertura 1997               | 17           | 5            | 5            | 7            | 21           | 24           | -3           | 39,22%       |
| Racing Argentina      | 1.ª              | Supercopa Sudamericana 1997 | 4            | 0            | 1            | 3            | 8            | 11           | -3           | 8,33%        |
| Total                 | Total            | Total                       | 21           | 5            | 6            | 10           | 29           | 35           | -6           | 33%          |
| Total en Racing       | Total en Racing  | Total en Racing             | 42           | 13           | 14           | 15           | 52           | 55           | -3           | 42,06%       |
| Huracán Argentina     | 1.ª              | Clausura 1999               | 19           | 2            | 6            | 11           | 15           | 35           | -20          | 21,05%       |
| Huracán Argentina     | 2ª               | Primera B Nacional 1999-00  | 34           | 18           | 10           | 6            | 71           | 38           | +33          | 62,74%       |
| Huracán Argentina     | 1.ª              | Apertura 2000               | 19           | 6            | 9            | 4            | 26           | 21           | +5           | 47,37%       |
| Huracán Argentina     | 1.ª              | Clausura 2001               | 19           | 8            | 4            | 7            | 28           | 28           | 0            | 49,12%       |
| Total                 | Total            | Total                       | 91           | 34           | 29           | 28           | 140          | 122          | +18          | 47,98%       |
| León México           | 1.ª              | Torneo Invierno 2001        | 11           | 2            | 7            | 2            | 15           | 17           | -2           | 39,39%       |
| León México           | 1.ª              | Torneo Verano 2002          | 2            | 0            | 0            | 2            | 1            | 6            | -5           | 0%           |
| Total                 | Total            | Total                       | 13           | 2            | 7            | 4            | 16           | 23           | -7           | 33%          |
| Huracán Argentina     | 1.ª              | Apertura 2002               | 13           | 1            | 4            | 8            | 12           | 30           | -18          | 17,94%       |
| Huracán Argentina     | 1.ª              | Clausura 2003               | 4            | 0            | 1            | 3            | 3            | 7            | -4           | 8,33%        |
| Total                 | Total            | Total                       | 17           | 1            | 5            | 11           | 15           | 37           | -22          | 15,68%       |
| Total en Huracán      | Total en Huracán | Total en Huracán            | 241          | 89           | 82           | 70           | 328          | 290          | +38          | 48,27%       |
| Chacarita Argentina   | 1.ª              | Clausura 2003               | 5            | 0            | 2            | 3            | 2            | 6            | -4           | 13%          |
| Total                 | Total            | Total                       | 5            | 0            | 2            | 3            | 2            | 6            | -4           | 13%          |

## Palmarés

### Como entrenador
| Título             | Club     | País      | Año  |
| ------------------ | -------- | --------- | ---- |
| Primera B Nacional | Huracán  | Argentina | 1989 |
| Primera B Nacional | Banfield | Argentina | 1993 |
| Primera B Nacional | Huracán  | Argentina | 2000 |

## Distinciones
| Distinción                                                                           | Año  |
| ------------------------------------------------------------------------------------ | ---- |
| 3.er mejor Futbolista Sudamericano en el mundo por el periódico El Mundo (Venezuela) | 1974 |
| Mejor futbolista argentino en el mundo según el periódico El Mundo (Venezuela)       | 1974 |

| Predecesor: Américo Rubén Gallego | Entrenadores del Club Atlético River Plate 1995 | Sucesor: Ramón Ángel Díaz |